# Zinalrothorn
Zinalrothorn é uma montanha nos Alpes valaisanos próximo de Zinal de onde tira o nome. Com 4221 m de altitude, é um dos cinco cumes que formam um conjunto chamado de "Coroa Imperial": o Weisshorn (4505 m), o Zinalrothorn (4221 m), o Ober Gabelhorn (4063 m), o Matterhorn (4478 m) e o Dent Blanche (4356 m).

## Toponímia
Zinalrothorn deriva da localidade de Zinal e de "Rothorn" para "monte rosa", logo o "monte rosa de Zinal".

## Ascensões
- 1864 - Primeira ascensão por Leslie Stephen e Florence Crauford Grove e os guias Melchior Anderegg e do filho deste Jakob Anderegg a partir de Zinal pela vertente Norte (ZS, III)
- 1933 - Ascensão pela aresta Sudeste, par Caspar Mooser, Émile-Robert Blanchet e Richard Pollinger
- 1945 - Direta da face este por André Roch
- 1971 - Paul Etter realiza a primeira invernal da face Este